# سیارک ۵۴۵۹
سیارک ۵۴۵۹ (به انگلیسی: 5459 Saraburger، نامگذاری:1981QP3) پنج هزار و چهارصد و پنجاه و نهمین سیارک کشف شده‌است که در ۲۶ اوت ۱۹۸۱ کشف شد.
قدر مطلق سیارک برابر ۱۲٫۴۰ است.